# Mortal Kombat II
Mortal Kombat II – gra komputerowa z gatunku bijatyk wydana w 1993 roku. Stanowi kontynuację pierwszej gry z serii. Gra została wydana na automaty do gier oraz w latach 1994-1996 na różne komputery osobiste i konsole.

## Fabuła
Pięćset lat temu zły czarownik Shang Tsung został wysłany na Ziemię celem zawładnięcia światem. Przy pomocy Goro stał się niezmiernie potężny, a los Ziemi stał się zagrożony. Siedmioro ziemskich wojowników zniweczyło jednak jego plany, a on sam został pokonany przez Liu Kanga. Shang Tsung miał zostać skazany przez swego pana, Shao Kahna, za porażkę, jednak prosi go o jeszcze jedną szansę i otrzymuje ją. Wymyśla nowy plan, w którym zwabia swoich nieprzyjaciół do krainy Outworld (dosłownie "Zaświaty"), gdzie sami zginą z rąk Shao Kahna i jego pozostałych sług.

## Rozgrywka
W grze dostępnych jest 15 postaci, w tym trzy ukryte. W porównaniu z pierwszą częścią gry, w MKII zwiększono liczbę możliwości zakończenia walki. Każda z postaci została wyposażona w dwa rodzaje Fatality (brutalna egzekucja pokonanego przeciwnika), a oprócz tego wprowadzono Babality (zmiana przeciwnika w płaczące niemowlę) lub Friendship (okazanie gestu przyjaźni pokonanemu przeciwnikowi).
Zabrakło w niej też dwóch postaci z pierwowzoru: Sonyi i Kano, którzy według fabuły byli wtedy uwięzieni (dlatego nie można nimi grać, choć są widoczni w tle na jednej planszy).